# Liu Feiliang
Liu Feiliang, född 27 mars 1985, är en friidrottare från Kina. Han deltog vid olympiska sommarspelen 2004 och olympiska sommarspelen 2008.